# Gud, för dig är allting klart
Gud, för dig är allting klart är en psalm med text skriven 1936 av biskop  Elis Malmeström och reviderad 1965. Musiken är skriven av Georg Christoph Strattner år 1691. Första versen bygger på Hebreerbrevet 4:13 och Psaltaren 139:1-12. Tredje Versen bygger på Johannesevangeliet 14:1-6. I Herren Lever 1977 är koralsatsen skriven av Gunno Södersten.

## Publicerad i
- Herren Lever 1977 som nummer 891 under rubriken "Att leva av tro - Bön".[1]
- 1986 års psalmbok som nummer 217 under rubriken "Sökande - tvivel".
- Hela familjens psalmbok 2013 som nummer 170 under rubriken "Tårar och skratt".[2]
- Sång i Guds värld Tillägg till Svensk psalmbok för den evangelisk-lutherska kyrkan i Finland 2015 som nummer 898 under rubriken "Tvivel och tillit".